# Cloisonismus

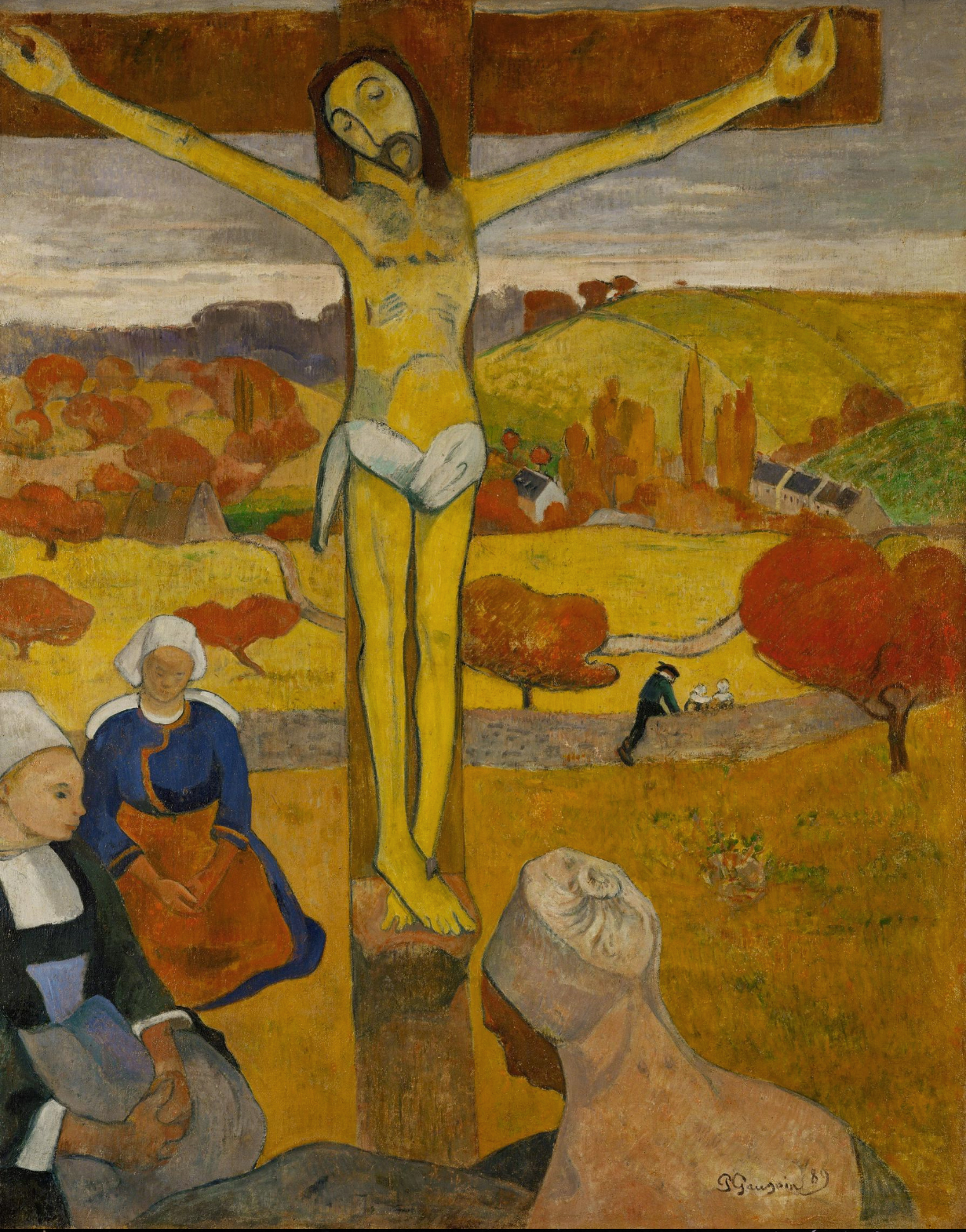
Paul Gauguin, Žlutý Kristus, 1889

Cloisonismus byl umělecký směr konce 19. století v rámci postimpresionismu, vyznačující se používáním barevných ploch, většinou jasných a zářivých odstínů, které byly odděleny výraznými tmavými obrysy. Mezi hlavní představitele cloisonismu patří Émile Bernard a Paul Gauguin, jehož Žlutý Kristus (Le Christ jaune) z roku 1889 je považován za vrcholnou ukázku cloisonistické malby.